# آنا بلندیانا
آنا بلندیانا (انگلیسی: Ana Blandiana؛ زادهٔ ۲۵ مارس ۱۹۴۲)
آنا بلاندیانا (تلفظ در رومانیایی: [ˈana blandiˈana]؛ تخلص اوٹیلیا والریا کمان; زاده ۲۵ مارس ۱۹۴۲) شاعر، نویسنده و شخصیت سیاسی رومانیایی است. او نام خود را از بلاندیانا، نزدیک به Vințu de Jos، شهرستان آلبا، که روستای مادرش بود، برگرفته است.
در اکتبر ۲۰۱۷، او به عنوان دوازدهمین دریافت‌کننده جایزه شعر گریفین جایزهٔ شناسایی مادام‌العمر را دریافت کرد. در اکتبر ۲۰۲۴، آثار ادبی او با جوایز شاهدخت آستوریاس مورد تقدیر قرار گرفت.

## حرفه ادبی
آنا بلاندیانا در ۲۵ مارس ۱۹۴۲ به دنیا آمد و نام اصلی او اوتیلیا والریا کمان بود. پدر او، جورجه (۱۹۱۵–۱۹۶۴)، یک کشیش ارتدکس و عضو پیشین گارد آهنین فاشیستی بود که سال‌ها در زندان‌های کمونیستی به سر برد و پس از آزادی در یک عفو عمومی در حادثه‌ای درگذشت، و مادرش اوتیلیا (دی‌اکو)، یک حسابدار بود. خواهر او، گِتا، در ۱۹۴۷ به دنیا آمد. در ۱۹۶۰، او با نویسنده رومولوس روسان ازدواج کرد.
پس از آغاز فعالیت خود در سال ۱۹۵۹ در تریبونا در کلوژ-نپوکا، جایی که برای اولین بار با نام آنا بلاندیانا منتشر شد، او در آنتولوژی ۳۰ de poeți tineri ("۳۰ شاعر جوان") منتشر شد. در ۱۹۶۳، پس از چهار سال ممنوعیت به دلیل وضعیت پدرش، دوباره در Contemporanul (که توسط جورج ایواشکو ویرایش می‌شد) منتشر شد.
شروع انتشار آثار او در ۱۹۶۴ با کتاب شعر Persoana întâia plural ("اول شخص جمع") بود که پیش‌گفتاری توسط نیکولائه مانولسکو نوشت. او با آثار Calcâiul vulnerabil ("پاشنه آشیل"، ۱۹۶۶) و A treia taină ("راز سوم"، ۱۹۶۹) شناخته شد. در ۱۹۶۶، بلاندیانا برای اولین بار در مسابقه بین‌المللی شعر (در لاهتی، فنلاند) حضور یافت.
در ۱۹۶۷، او به بخارست نقل مکان کرد؛ تا سال بعد، یکی از ویراستاران زندگی دانشجویی بود، و سپس (تا ۱۹۷۵) به عنوان ویراستار در آمفی تئاتر کار کرد. او دو قرائت تلویزیونی در ۱۹۶۹، در کنار آندری شیربان و بازیگران ایرینا پترسکو، مارینا میهوت و فلوریان پیتی برگزار کرد.
بین ۱۹۷۵ تا ۱۹۷۷، او در مؤسسه هنرهای زیبا در بخارست به عنوان کتابدار مشغول به کار بود. در ۱۹۷۶، آثار او برای اولین بار به زبان فرانسه در Croisière du Club des Poètes توسط fr:Jean-Pierre Rosnay (پاریس) منتشر شد؛ در ۱۹۷۸، او در اولین جشنواره بین‌المللی شعر در پاریس که توسط Club des Poètes مشهور برگزار شد، شرکت کرد.
در اواخر دهه ۱۹۸۰، بلاندیانا شروع به نوشتن شعرهای اعتراضی علیه جمهوری سوسیالیستی رومانی کرد.
در ۱۹۸۴، شعر Totul ('همه چیز') در مجله ادبی آمفی تئاتر منتشر شد. این شعر فهرستی از عناصری از زندگی روزمره در بخارست آن زمان بود، که به عنوان نقدی بر تضاد بین دیدگاه رسمی از زندگی در رومانی و درک جایگزین از زباله‌های یکنواخت آن ترکیب شده بود. انتقادآمیز بودن شعر باعث شد که نسخه آن شماره از آمفی تئاتردر عرض چند ساعت پس از انتشار از بازار کشیده شود و ویراستاران آن برکنار شوند. با این حال، این شعر به زبان‌های غربی ترجمه و در رسانه‌های غربی منتشر شد و همچنین در رومانی محدوداً به صورت زیرزمینی توزیع شد.
در ۱۹۸۷، او در انتشارات Sport-Turism کتاب "Orașe de silabe" ("شهرهای هجا") را منتشر کرد، که دربارهٔ تمام کشورهای جهان و شهرهایی است که به آن‌ها سفر کرده است: بیش از ۱۰۰ شهر. همان سال، ۱۹۸۷، او در اتحاد جماهیر شوروی سابق در انتشارات Raduga از مسکو به زبان روسی با عنوان "Стихотворения, рассказы, эссе" ("شعرها، داستان‌ها، مقالات") منتشر شد. علیرغم اینکه خدمات مخفی چائوشسکو ('Securitate') وضعیت او را به عنوان یک مخالف سیاسی ارزیابی کردند، در ۱۹۸۹ انتشارات Minerva در مجموعه محبوب "Biblioteca Pentru Toți" ("کتابخانه برای همه") آنتولوژی شعرهای او را منتشر کرد. دوستان او تأکید دارند که این کتاب هرگز به قفسه‌های کتابخانه‌ها نرسید. با این حال، Poezii ("شعرها") دارای پیش‌گفتاری نوشته یوجن سیمیون بود.
پس از انقلاب رومانی، او وارد زندگی سیاسی شد و برای حذف میراث کمونیستی از ادارات دولتی و ایجاد یک جامعه باز مبارزه کرد. او فعالیت‌های ادبی خود را به حاشیه برد، هرچند که آثار Arhitectura valurilor ("معماری امواج"، ۱۹۹۰)، 100 de poeme ("۱۰۰ شعر"، ۱۹۹۱)، و Sertarul cu aplauze ("کشوی تشویق‌ها"، نثر، ۱۹۹۲) را منتشر کرد. در ۱۹۹۲، او از آزادی گئورگه 'گوجو' رادولسکو، عضو سابق کمیته اجرایی سیاسی کمیته مرکزی حزب کمونیست و حامی خود در دوران کمونیستی، حمایت کرد.
آنا بلاندیانا همچنین آثار دیگری نیز منتشر کرده است: 50 de poeme ("۵۰ شعر"، ۱۹۷۰)؛ Octombrie, Noiembrie, Decembrie ("اکتبر، نوامبر، دسامبر"، ۱۹۷۲)؛ Întâmplări din grădina mea ("اتفاقات در باغ من"، ۱۹۸۰)؛ Ora de nisip ("ساعت شن"، ۱۹۸۴)؛ Întâmplări de pe strada mea ("اتفاقات در خیابان من"، ۱۹۸۸)؛ În dimineața de după moarte ("صبح روز بعد از مرگ"، ۱۹۹۶)؛ La cules îngeri ("جمع‌آوری فرشتگان"، ۱۹۹۷)؛ Cartea albă a lui Arpagic ("کتاب سفید آرپاگیچ"، ۱۹۹۸). او همچنین ۶ کتاب مقاله و ۴ کتاب نثر دیگر منتشر کرده است. آثار او به ۱۶ زبان ترجمه شده است.
Ora de nisip ("ساعت شن") توسط پیتر جِی و آنکا کریستوفوویچ به زبان انگلیسی ترجمه شده است.

## زبان انگلیسی
برخی از مهم‌ترین آثار انگلیسی وی شامل مجموعه‌های شعر و داستان کوتاه است که در آن‌ها به ابعاد مختلف فرهنگ و تاریخ رومانی پرداخته می‌شود. از جمله این آثار می‌توان به آنتولوژی‌هایی مانند(۲۰۱۹) اشاره کرد. این آثار نشان‌دهنده تأثیر شعر رومانیایی بر ادبیات جهانی و علاقه‌مندی به ترجمه آثار بلاندیانا در سطح بین‌المللی است.
- ۲۰۱۹ - Testament - 400 Years of Romanian Poetry/400 de ani de poezie românească - انتشارات مینروا ۲۰۱۹ - دانیل ایونیتا (ویراستار و مترجم اصلی)، با دانیل رینو، آدریانا پال و اِوا فاستر. شابک ‎۹۷۸-۹۷۳-۲۱-۱۰۷۰-۶
- ۲۰۲۰ - Romanian Poetry from its Origins to the Present - نسخه دو زبانه - دانیل ایونیتا (ویراستار و مترجم اصلی) با دانیل رینو، آدریانا پال و اِوا فاستر - انتشارات آکادمی استرالیا-رومانی - ۲۰۲۰ - شابک ‎۹۷۸-۰-۹۹۵۳۵۰۲-۸-۱؛ اُسی‌ال‌سی ۱۲۸۸۱۶۷۰۴۶
- Testament - Anthology of Romanian Verse - American Edition - نسخه یک زبانه انگلیسی - دانیل ایونیتا (ویراستار و مترجم اصلی) با اِوا فاستر، دانیل رینو و روچل بیوز - آکادمی استرالیا-رومانی برای فرهنگ - ۲۰۱۷ - شابک ‎۹۷۸-۰-۹۹۵۳۵۰۲-۰-۵
- Born in Utopia - An anthology of Modern and Contemporary Romanian Poetry - کارمن فیاران و پل دورو موگور (ویراستاران) با ادوارد فاستر - انتشارات تالیسمان هاوس - ۲۰۰۶ - شابک ‎۱-۵۸۴۹۸-۰۵۰-۸
- The Phantom Church and Other Stories from Romania - جورجیانا فارنوگا و شارون کینگ (ویراستاران و مترجمان) - انتشارات دانشگاه پیتسبورگ - ۱۹۹۷ - شابک ‎۹۷۸-۰-۸۲۲۹-۵۶۰۸-۲

## عضویت
آنا بلاندیانا عضو چندین نهاد ادبی و فرهنگی برجسته است. او عضو اتحادیه نویسندگان رومانی و آکادمی شعر اروپا می‌باشد. همچنین بین سال‌های ۱۹۹۰ تا ۲۰۰۴ رئیس انجمن قلم رومانی (PEN Romania) بود، پس از احیای آن در سال ۱۹۹۰. علاوه بر این، او در سال ۱۹۹۴ بنیاد ائتلاف مدنی را تأسیس کرد و به عنوان رهبر آن فعالیت کرد. این بنیاد یک جنبش غیرحزبی رومانیایی بود که هدف آن کاهش پیامدهای بیش از پنجاه سال کمونیسم در رومانی بود.
- عضو اتحادیه نویسندگان رومانی
- عضو آکادمی شعر اروپا
- ۱۹۹۰–۲۰۰۴ رئیس انجمن قلم رومانی (پس از احیای آن در ۱۹۹۰)[۸]
- ۱۹۹۴ - بنیان‌گذار و رهبر بنیاد ائتلاف مدنی، یک جنبش غیرحزبی رومانیایی که هدف آن کاهش پیامدهای بیش از پنجاه سال کمونیسم در رومانی بود.